# Hospital de San Juan Evangelista (Cigales)

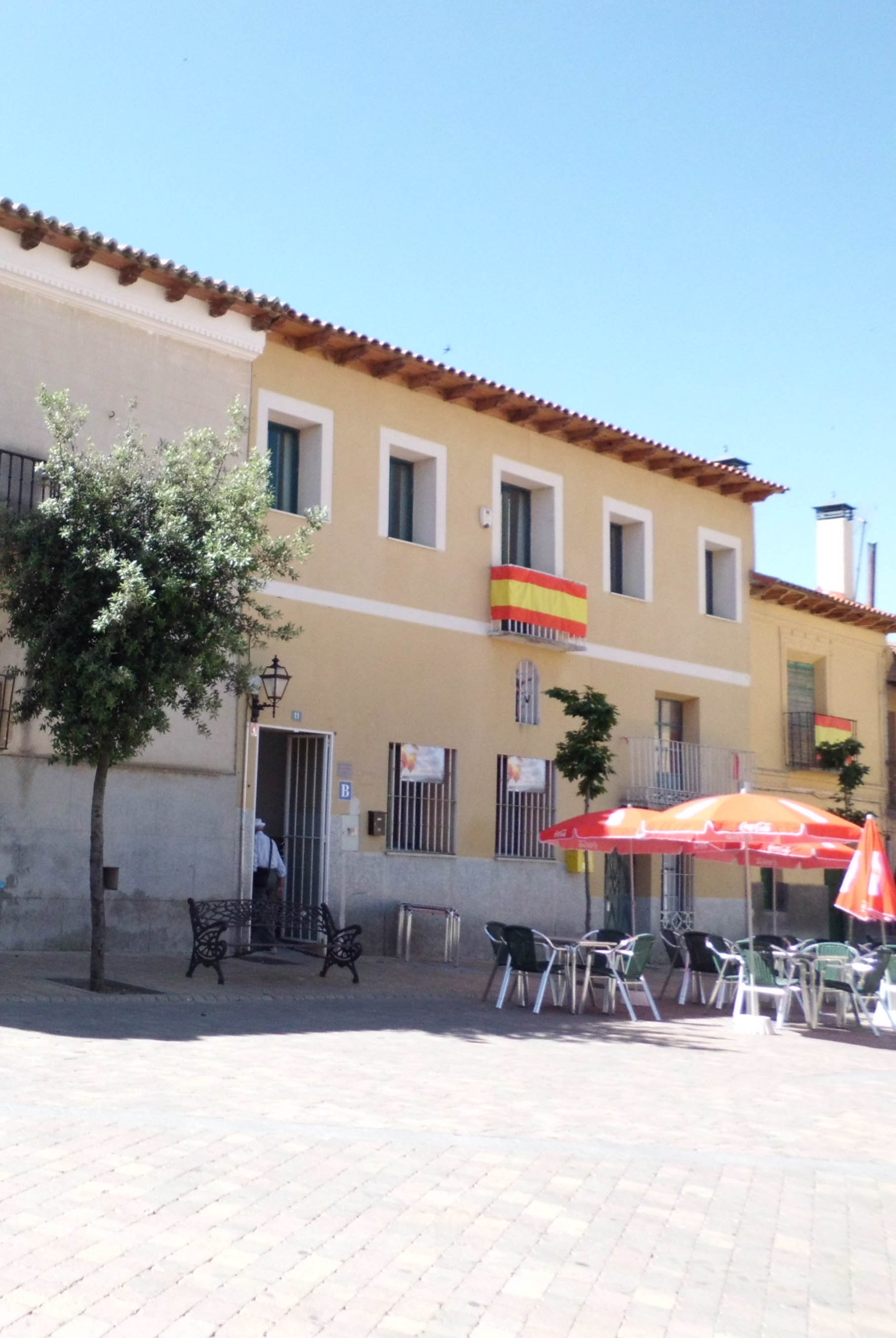
Fachada que se conserva del hospital antiguo.

El Hospital de San Juan Evangelista fue un establecimiento de caridad para enfermos necesitados y sin recursos, puesto en marcha a mediados del siglo XVI y ubicado en la plaza Mayor de Cigales, provincia de Valladolid (Castilla y León, España). 
Del antiguo hospital solo se conserva la fachada, remodelada en 1904, que alberga en una hornacina una imagen de  San Juan Bautista en madera policromada.

## Historia

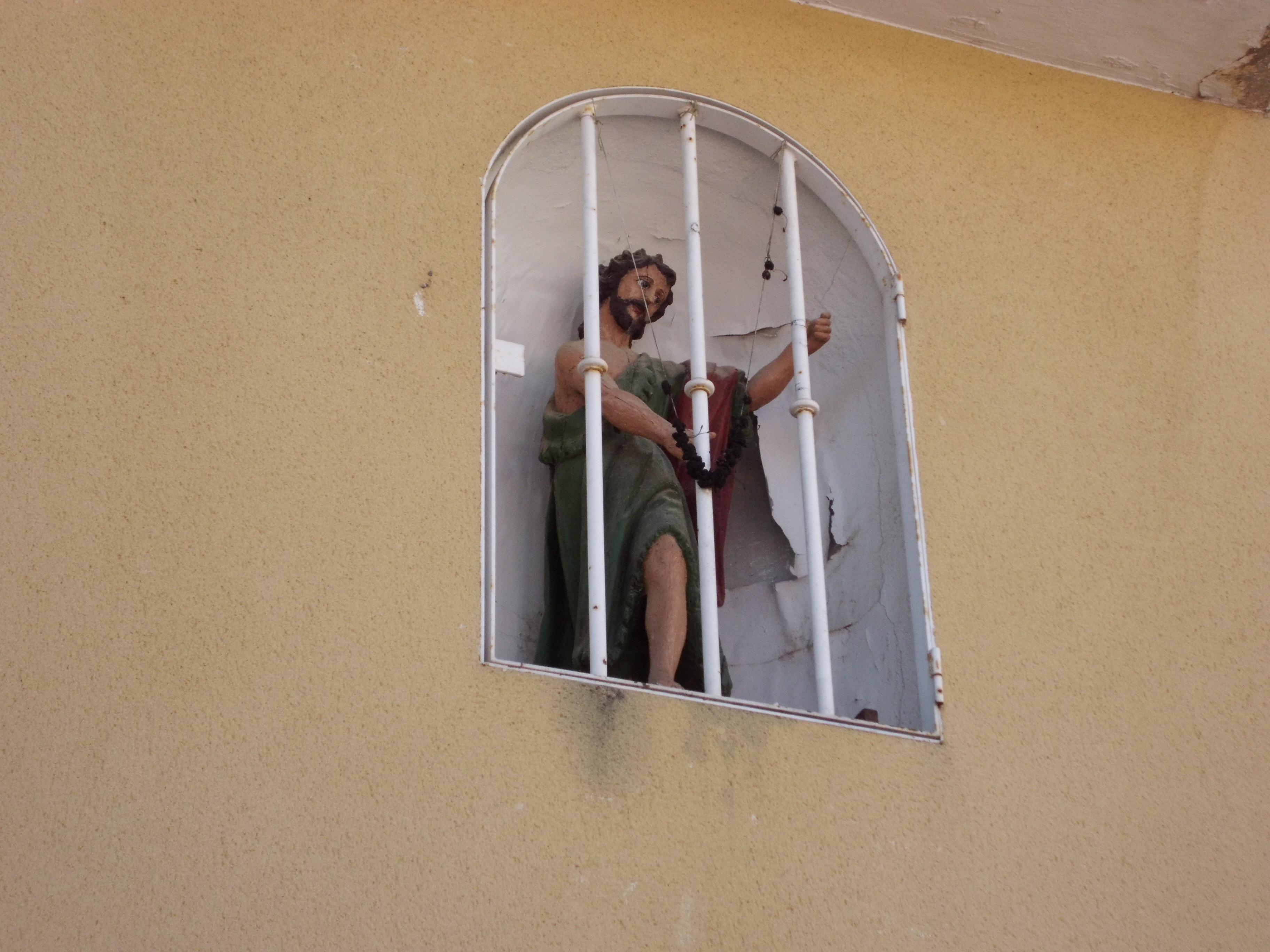
Hornacina en la fachada con la imagen de san Juan Bautista perteneciente a otro hospital.

Hasta mediados del siglo XVI había en Cigales cuatro hospitales. Tras una orden del Visitador Episcopal se unificaron los cuatro en el edificio ubicado en la plaza Mayor bajo la advocación de San Juan Evangelista. Se instaló en la fachada, en una hornacina la imagen de San Juan Bautista que había pertenecido a uno de los otros hospitales con advocación a este santo.
El patronato se formó con el Consejo, la Justicia, el Regimiento y el Clero. El hospital se sostenía con las rentas y beneficios de sus propietarios más las mandas y donativos de particulares a lo que se añadía las rentas de las viñas y tierras de las cofradías que le cuidaban. Se mantuvo en activo hasta 1938. En 1969, el Ayuntamiento compró el edificio a la Junta Provincial de Beneficencia de Valladolid. En el 2014 es sede del hogar del jubilado, biblioteca y punto de información juvenil.